# Bernardo de Chartres
Bernardo de Chartres (Bernardus Carnotensis) foi um filósofo platónico francês do século XII (cerca de 1130-1160). Foi durante muito tempo confundido com Bernardo Silvestre (cerca de 1100-1165, ou cerca de 1075-1126), este também da Escola de Chartres.

## Vida e obra
Humanista e filósofo, fez os seus estudos na Escola da Catedral de Chartres em cujo desenvolvimento teve um papel fundamental, dela tendo sido mestre (1114-1119) e depois chanceler (1119-1126). Foi principalmente influenciado por Boécio cujo platonismo aprende e adapta. Dedica-se depois a conciliar o pensamento de Platão e de Aristóteles, o que fará dele o mais importante pensador aristotélico e platónico do século XII.
Os seus escritos não foram infelizmente conservados, subsistindo apenas curtas citações feitas por João de Salisbúria, segundo o qual Bernardo de Chartres era "a fonte mais abundante das letras nos tempos modernos...o mais perfeito platónico do seu tempo".:62
É conhecido por ter expressado a seguinte frase famosaː
| “ | "Somos comparáveis a anões encavalitados sobre os ombros de gigantes (os Antigos)ː vemos portanto mais coisas do que eles viram e vemos mais longe do que eles. Qual a razão disto? Não é nem a acuidade do nosso olhar, nem a superioridade da nossa altura, mas porque somos transportados e elevados pela alta estatura dos gigantes.":63 | ” |

Esta frase chegou-nos através do Livro III do Metalogicon de João de Salisbúria. A ideia foi retomada em 1676 por Isaac Newton numa das suas cartas, sendo utilizada por muitos mais desde então.
Bernard poderá ter sido irmão de Thierry de Chartres, também este um dos pensadores da Escola de Chartres e chanceler da escola episcopal de c. 1142 a 1150, mas nem todos os historiadores defendem esta relação familiar entre ambos.
Num estudo de 1989, Hubert Guillotel defende que Bernardo de Chartres foi igualmente bispo de Quimper com o nome de Bernardo de Moelan e teria escrito as Vitae de S. Corentin e S. Ronan.
Bernard teve como alunos Gilbert de la Porrée e Guilherme de Conches.

## Obras
- Glosae super Platonem (Glosas sobre Platão), em Mediaeval Studies, XLVI (1984), p. 192-221.
- Glosae super Platonem de Bernard de Chartres, editado por Paul Edward Dutton,  Pontifical Institute of Mediaeval Studies, 1991, ISBN-10: 088844107X,